# Jami

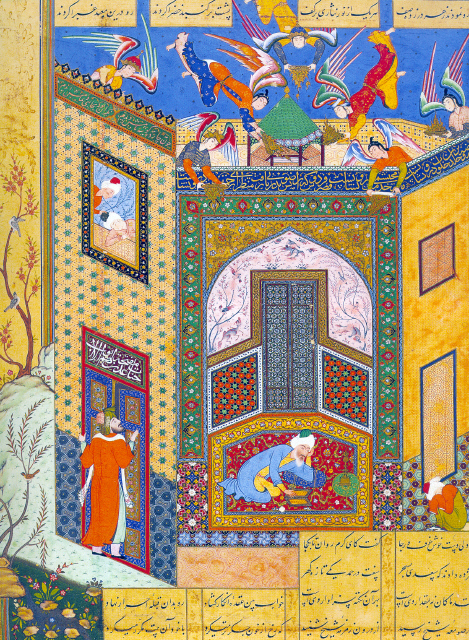
Ilustração do Jardim de Rosas dos Pios, de Jami, de 1553. A imagem combina poesia e miniatura persa em uma, como é a norma para muitas obras da literatura persa.

Nur Adine Abderramão Jami (em persa: نورالدین عبدالرحمن جامی; transl.: Nūr ad-Dīn 'Abd ar-Rahmān Jāmī), também conhecido como Maulaná Nuraldim Abderramão ou Abderramão Nuraldim Maomé Dashti, ou simplesmente como Jami ou Djāmī e na Turquia como Molla Cami (7 de novembro de 1414 – 9 de novembro de 1492), foi um poeta persa sunita que é conhecido por suas realizações como um estudioso prolífico e escritor de literatura mística sufi. Ele era principalmente um poeta-teólogo proeminente da escola de Ibn Arabi e um Sũfī Khwājagānī, reconhecido por sua eloquência e por sua análise da metafísica da misericórdia. Suas obras poéticas mais famosas são Haft Awrang, Tuhfat al-Ahrar, Laila e Majnun, Fatihat al-Shabab, Lawa'ih, Al-Durrah al-Fakhirah. Jami pertencia à ordem sufi Naqshbandi.

## Biografia
Jami nasceu em Jam, (moderna província de Ghor, Afeganistão) em Corassam. Anteriormente, seu pai Nizām al-Dīn Amade ibne Shams al-Dīn Maomé tinha vindo de Dasht, uma pequena cidade no distrito de Isfaã. Alguns anos após seu nascimento, sua família migrou para Herate, onde ele estudou peripateticismo, matemática, literatura persa, ciências naturais, língua árabe, lógica, retórica e filosofia islâmica na Universidade Nizamiya. Seu pai, também sufi, se tornou seu primeiro professor e mentor. Enquanto estava em Herate, Jami ocupou uma posição importante na corte timúrida, envolvido na política, economia, filosofia e vida religiosa da época. Jami era um muçulmano sunita.
Como seu pai era de Dasht, o pseudônimo inicial de Jami era Dashti, mas depois ele optou por usar Jami por dois motivos que mencionou mais tarde em um poema: 

مولدم جام و رشحهء قلمم 
جرعهء جام شیخ الاسلامی است 
لاجرم در جریدهء اشعار 
به دو معنی تخلصم جامی است

Meu local de nascimento é Jam, e minha pena
 Bebeu do (conhecimento de) Xeique-ul-Islam (Amade) Jam
Daí nos livros de poesia
Meu nome de pena é Jami por essas duas razões.
Jami era um mentor e amigo do famoso poeta túrquico Alisher Navoi, como evidenciado por seus poemas: 

او که یک ترک بود و من تاجیک،
هردو داشتیم خویشی نزدیک.
 U ki  yak Turk bud va man Tajik
Hardu doshtim kheshii nazdik

Apesar de que ele era um turco, e eu ser tajique,
Éramos próximos um ao outro.
Depois, ele foi para Samarcanda, o mais importante centro de estudos científicos do mundo muçulmano e concluiu seus estudos lá. Ele embarcou em uma peregrinação que melhorou muito sua reputação e solidificou ainda mais sua importância no mundo persa. Jami tinha um irmão chamado Molana Maomé, que era, aparentemente, um homem instruído e um mestre em música, e Jami tem um poema lamentando sua morte. Jami teve quatro filhos, mas três deles morreram antes de chegarem ao primeiro ano. O filho sobrevivente se chamava Zia-ol-din Yusef e Jami escreveu seu Baarestão para esse filho. 

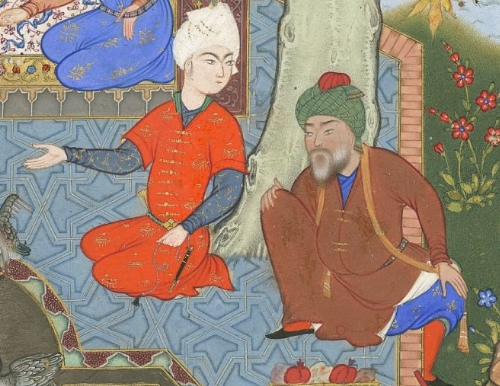
Jovem buscando conselho de seu pai sobre o amor no Haft Awrang de Jami, na história "Um pai aconselha seu filho sobre o amor". (Smithsonian Institution, Washington, D. C.)

No final de sua vida, ele estava morando em Herate. Seu epitáfio diz: "Quando sua face está escondida de mim, como a lua escondida em uma noite escura, derramo estrelas de lágrimas e, no entanto, minha noite permanece escura, apesar de todas aquelas estrelas brilhantes". Há várias datas relacionadas à sua morte, mas a maioria afirma que foi em novembro de 1492. Embora a data real de sua morte seja um pouco desconhecida, o ano de sua morte marca o fim de sua maior poesia e contribuição, mas também um ano crucial de mudança política, em que a Espanha não era mais habitada pelos árabes após 781 anos. Seu funeral foi conduzido pelo príncipe de Herate e contou com um grande número de pessoas demonstrando seu profundo impacto.

## Ensinamentos e sufismo
Em seu papel de xeique sufi, que iniciou em 1453, Jami expôs vários ensinamentos a respeito de seguir o caminho sufi. Ele criou uma distinção entre dois tipos de sufis, agora referidos como o espírito "profético" e o "místico". Jami é conhecido por sua extrema piedade e misticismo. Ele permaneceu um sunita firme em seu caminho rumo ao sufismo e desenvolveu imagens do amor terreno e seu emprego para representar a paixão espiritual do buscador de Deus. Ele começou a se interessar pelo sufismo ainda mais cedo, quando recebeu uma bênção de um dos principais associados quaja, Mohammad Parsa, que veio pela cidade. A partir daí, ele buscou orientação de Sadaldim Kasgari, com base em um sonho em que lhe foi dito para tomar Deus e se tornar seu companheiro. Jami seguiu Kasagari e os dois formaram laços no casamento de Jami com a neta de Kasgari. Ele era conhecido por seu compromisso com Deus e seu desejo de se separar do mundo para se aproximar de Deus, muitas vezes fazendo com que ele esquecesse as normalidades sociais. 

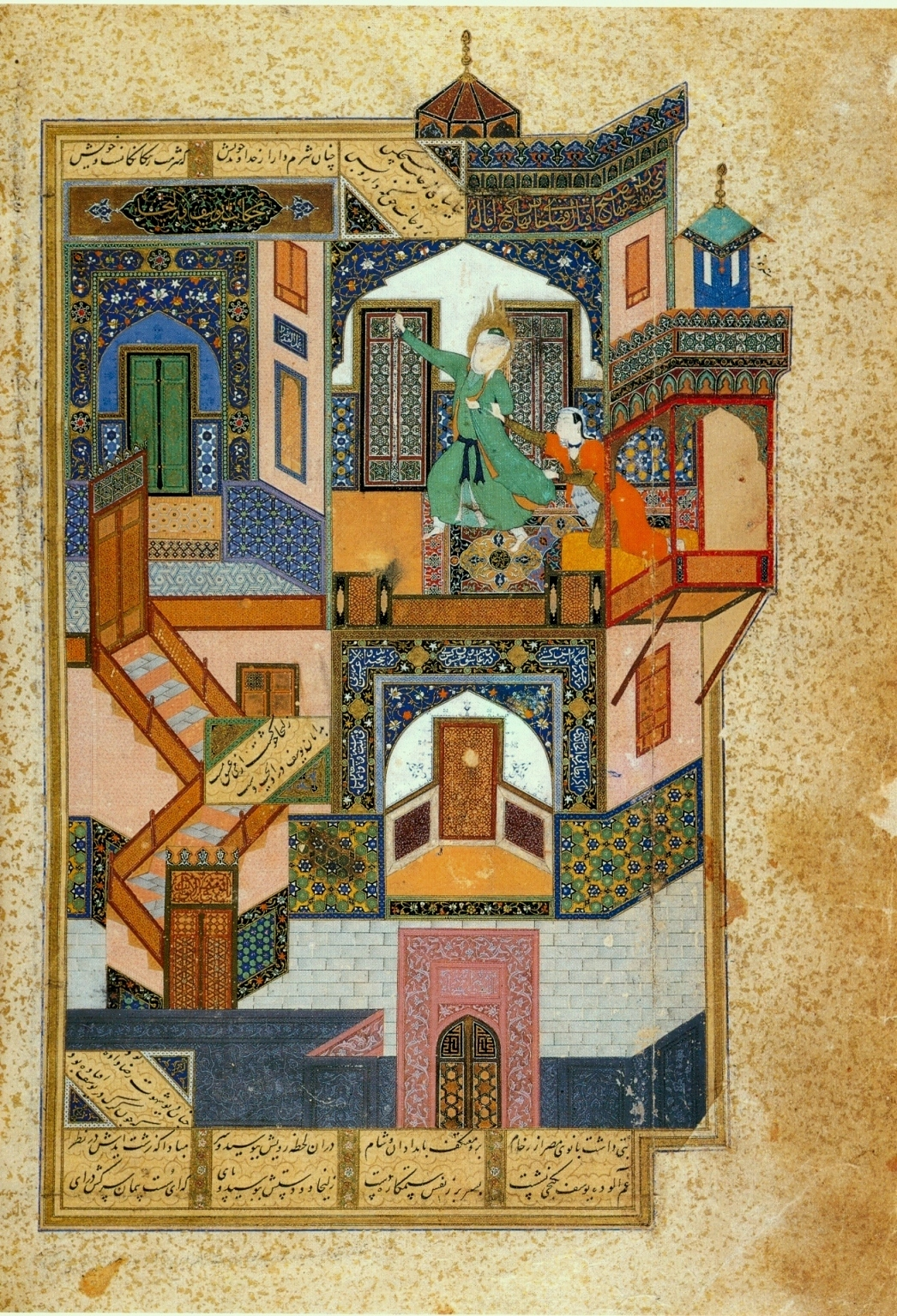
Yusuf e Zulaikha (José perseguido pela esposa de Potifar), miniatura de Bezade, 1488.

Após seu ressurgimento no mundo social, ele se envolveu em uma ampla gama de atividades sociais, intelectuais e políticas no centro cultural de Herate. Ele estava envolvido na escola de Ibn Arabi, enriquecendo muito, analisando e também mudando a escola ou Ibn Arabi. Jami continuou a crescer em uma compreensão mais profunda de Deus através de visões e feitos milagrosos, na esperança de alcançar uma grande consciência de Deus na companhia de alguém abençoado por Ele. Ele acreditava que havia três objetivos para alcançar a "presença permanente com Deus" através da incessância e do silêncio, ignorar o estado terreno de si próprio e de um estado constante de um guia espiritual. Jami escreveu sobre seu sentimento de que Deus estava em todo lugar e inerentemente em tudo. Ele também definiu termos-chave relacionados ao sufismo, incluindo o significado de santidade, o santo, a diferença entre o sufi e o que ainda está se esforçando no caminho, os buscadores da culpa, vários níveis de tawhid e os feitos carismáticos dos santos. Muitas vezes, a metodologia de Jami não seguia a escola de Ibn Arabi, como na questão da dependência mútua entre Deus e suas criaturas, Jami declarou "Nós e Tu não estamos separados um do outro, mas precisamos de Ti, enquanto Tu não precisas de nós".
Jami criou uma unidade abrangente enfatizada em uma unidade com o amante, amado e o amor, removendo a crença de que eles estão separados. Jami foi de várias maneiras influenciado por vários antecessores e sufistas contemporâneos, incorporando ideias deles às suas e desenvolvendo-as ainda mais, criando um conceito inteiramente novo. Para ele, o amor ao profeta Maomé era o degrau fundamental para iniciar a jornada espiritual. Jami serviu como mestre para vários seguidores, e para um aluno que pediu para ser seu pupilo, o qual alegou nunca ter amado ninguém, ele disse: "Vá e ame primeiro, depois venha a mim e eu lhe mostrarei o caminho". Por várias gerações, Jami teve um grupo de seguidores representando seu conhecimento e impacto. Jami continua a ser conhecido não apenas por sua poesia, mas por suas tradições eruditas e espirituais do mundo falante de persa. Ao analisar o trabalho de Jami, a maior contribuição pode ter sido sua análise e discussão da misericórdia de Deus para com o homem, redefinindo a maneira como os textos anteriores foram interpretados.

## Obras

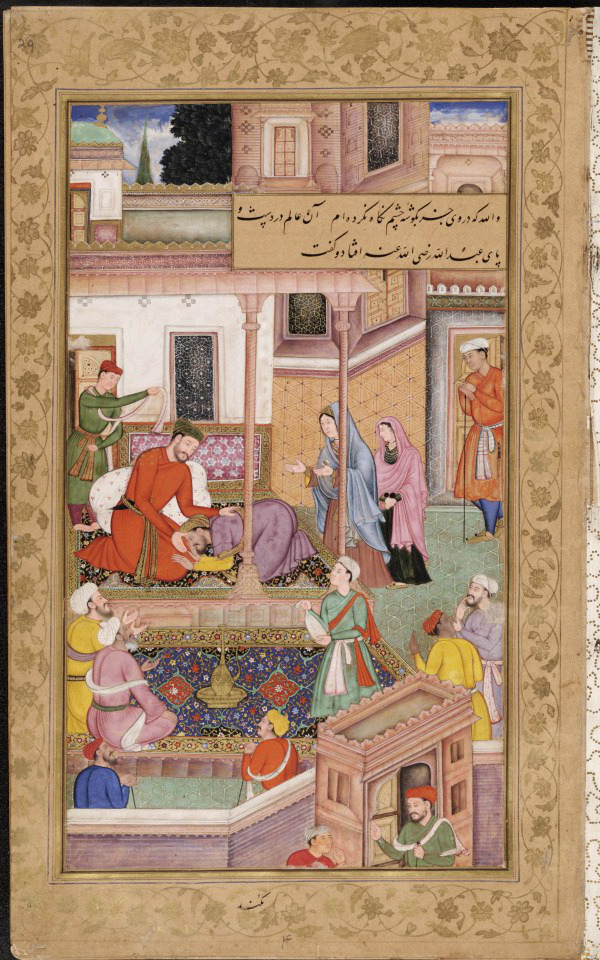
Ilustração do Bahâristân, datada de 1595, com duas linhas de roteiro incluído

Jami escreveu aproximadamente oitenta e sete livros e cartas, alguns dos quais foram traduzidos para o inglês. Suas obras vão da prosa à poesia e do mundano ao religioso. Ele também escreveu obras de história e ciência. Além disso, ele frequentemente comenta o trabalho de teólogos e filósofos e sufistas anteriores e contemporâneos. Em Herate, seu manual de projeto de irrigação incluía desenhos e cálculos avançados e ainda é uma referência importante para o departamento de irrigação. Sua poesia foi inspirada pelos gazais de Hafiz, e seu famoso e belo divã Haft Awrang (Sete Tronos) é, por sua própria admissão, influenciado pelas obras de Nizami. O Haft Awrang, também conhecido como os longos masnavis ou mathnawis, é uma coleção de sete poemas. Cada poema discute uma história diferente, como Salaman va Absal, que conta a história de uma atração carnal de um príncipe por sua ama-de-leite. Ao longo de toda ela, Jami usa o simbolismo alegórico na história para descrever os estágios principais do caminho sufi, como o arrependimento e expor questões filosóficas, religiosas ou éticas. Cada um dos símbolos alegóricos tem um significado destacando o conhecimento e o intelecto, particularmente de Deus. Esta história reflete a ideia de Jamī de que o rei sufi é o governante islâmico medieval ideal para se arrepender e embarcar no caminho sufi para perceber sua posição como "verdadeiro" vice-gerente de Deus e se tornar mais próximo de Deus. Jami também é conhecido por suas três coleções de poemas líricos que vão desde a juventude até o final de sua vida, chamadas Fatihat al-shabab (O Começo da Juventude), Wasitat al-'ikd (A Pérola Central no Colar) e Khatimat al-hayat (A Conclusão da Vida). Ao longo do trabalho de Jami, as referências ao sufismo e ao sufi surgem como tópicos-chave. Uma de suas ideias mais profundas foram as explicações místicas e filosóficas da natureza da misericórdia divina, resultado de seus comentários a outras obras.

## Obra de arte
Jami também é conhecido por influenciar a poesia e ser incluído em pinturas persas que retratam a história persa através de pinturas manuscritas. A maior parte de sua própria literatura incluía ilustrações que ainda não eram comuns à literatura. A poesia profunda que Jami fornece geralmente é acompanhada de pinturas enriquecidas que refletem a complexidade do trabalho de Jami e da cultura persa.

## Impacto dos trabalhos de Jami
Jami trabalhou na corte timúrida de Herate, ajudando a servir como intérprete e comunicador. Sua poesia refletia a cultura persa e foi popular no Oriente islâmico, na Ásia Central e no subcontinente indiano. Sua poesia abordou ideias populares que levaram ao interesse de sufis e não sufis por seu trabalho. Ele era conhecido não apenas por sua poesia, mas por suas obras teológicas e comentários sobre a cultura. Seu trabalho foi usado em várias escolas de Samarcanda a Istambul e Khayrābād na Pérsia, bem como no Império Mogol. Durante séculos, Jami foi conhecido por sua poesia e profundo conhecimento. No último meio século, ele começou a ser negligenciado e suas obras esquecidas, o que reflete uma questão abrangente na falta de pesquisas de estudos islâmicos e persas.

## Divã de Jami
Entre seus trabalhos estão:
- Baarestão (Morada da Primavera) Modelado sobre o Gulistão de Saadi de Xiraz
- Diwanha-ye Sehganeh (Divãs Triplos)
- Al-Fawaed-Uz-Ziya'iya.[23] Um comentário sobre o tratado de Ibn al-Hajib de gramática árabe Al-Kafiya. Este comentário foi o cerne dos currículos das Madrasas otomanas sob o nome de seu autor Molla Cami.[24]
- Haft Awrang (Sete Tronos) Sua obra poética maior. A quinta das sete histórias é sua aclamada "Yusuf e Zulaykha", que conta a história de José e da esposa de Potifar baseada no Corão.
- Jame -esokanan-e Kaja Parsa
- Lawa'ih (Raios de Luz) Um tratado sobre o sufismo
- Nafahat al-Uns (Breaths of Fellowship) Biografias dos santos sufis
- Resala-ye manasek-e hajj
- Resala-ye musiqi
- Resala-ye tariq-e Kvajagan
- Resala-ye sarayet-e dekr
- Resala-ye so al o jawab-e Hendustan
- Sara-e hadit-e Abi Zarrin al-Aqili
- Sar-rešta-yetariqu-e Kājagān (A Quintessência do Caminho dos Mestres)
- Shawahidal-nubuwwa (Sinais Distintivos da Profecia)
- Tajnīs 'al-luġāt (Homonímia/Trocadilhos das Línguas) Obra lexicográfica que contém lemas persas e árabes homônimos.[25]
- Tuhfat al-ahrar (O Presente ao Nobre)[26]

Juntamente com suas obras, estão suas contribuições para trabalhos anteriores e obras que foram criadas em resposta a suas novas ideias.